# Cotti-Alpok
A Cotti-Alpok (franciául Alpes cottiennes, olaszul Alpi Cozie) az Alpok egy hegylánca, amely Olaszország és Franciaország határvidékén fekszik. Az érintett régiók: Olaszországban Piemont, Franciaországban Hautes-Alpes, Alpes-de-Haute-Provence és Savoie.
A SOIUSA rendszer három alegységbe osztja a Cotti-Alpokot:
- a Déli Cotti-Alpok, azaz a Monvisói-Alpok
- a Központi Cotti-Alpok, azaz a Monginevrói Alpok
- az Északi Cotti-Alpok, azaz a Moncenisio-Alpok

## Fordítás
Ez a szócikk részben vagy egészben  az   Alpi Cozie című olasz Wikipédia-szócikk fordításán alapul.  Az eredeti cikk szerkesztőit annak laptörténete sorolja fel. Ez a jelzés csupán a megfogalmazás eredetét és a szerzői jogokat jelzi, nem szolgál a cikkben szereplő információk forrásmegjelöléseként.